# Leptotarsus browni
Leptotarsus browni är en tvåvingeart som först beskrevs av Alexander 1940.  Leptotarsus browni ingår i släktet Leptotarsus och familjen storharkrankar.
Artens utbredningsområde är Ecuador. Inga underarter finns listade i Catalogue of Life.